# Pachnoda limbata
Pachnoda limbata är en skalbaggsart som beskrevs av Fabricius 1775. Pachnoda limbata ingår i släktet Pachnoda och familjen Cetoniidae. Inga underarter finns listade i Catalogue of Life.